# Мухиддин Фархат
Мухиддин Фархат (псевдоним, наст. фамилия Хасанов; 7 августа 1924 — 30 мая 1984) — таджикский советский поэт, редактор, переводчик.

## Биография
Родился в 1924 году в кишлаке Ходжанайсавор Явинского сельсовета Ходжентского района Ленинабадской области в крестьянской семье.
В 1940 году поступил на литературный факультет Ленинабадского педагогического института имени Кирова, но окончить учёбу не успел — с началом войны с третьего курса ушёл в армию.
Участник Великой Отечественной войны. В РККА с декабря 1942 года, на фронте с лета 1943 года. Сержант, командир отделения 1122-го стрелкового полка 334-й стрелковой дивизии. Прошел боевой путь от Смоленска до Польши принимал участие в освобождении Витебска, Пинска, Шауляя, во взятии Кенигсберга. Дважды был ранен. награждён Орденом Славы 3-й степени — отличился в апреле 1945 года в в Восточной Пруссии, в бою у деревни Поленнен (ныне дер. Круглово, Калининградская область):

при штурме высоты 45,4 первый, а за ним и отделение, ворвался в траншеи противника, автоматным огнём уничтожил 4 немцев, и отделением взял в плен 3 немецких солдат… обойдя пулемёт противника с фланга двумя гранатами уничтожил расчёт, дав возможность всей роте без потерь выполнить поставленную задачу, при этом тов. Хасанов лично сам уничтожил 6 немецких солдат, 1 пулемёт и взял в плен 2 солдат противника.— из представления к награждению за подписью командира роты гвардии лейтенанта Жукова, 14 апреля 1945 года
После демобилизации продолжал учебу, в 1948 году окончив институт, а в 1952 — аспирантуру при Академии наук Таджикской ССР. Член КПСС с 1948 года.
Заведовал отделом литературы и искусства газеты «Красный Таджикистан», входил в редколлегию детского журнала «Машъал» («Факел»). 
Был старшим редактором издательства «Ирфон», заведующий редакцией педагогики и народного образования, состоял в Главной научной редакции Таджикской советской энциклопедии. 
Некоторое время преподавал в Душанбинском педагогическомий институте.
Награждён медалью «За доблестый труд».
Умер в 1984 году.
Дочь -  Маҳбуба Ҳасанова
(1951- 1992) Физик - Математик
Сын -  Фаридун Ҳасанов(Редактировать)
Дочь — Манзура Хасанова (род. 1955) — композитор, музыковед. 
Сын - Ҷамшед Ҳасанов
(Редактировать)

## Творчество
«Зрела рябина рядом с сосной, стала сосна её опорой, стеной» — такой символ находит Мухиддин Фархат, говоря о нерушимой и неразрывной дружбе наших братских народов.— Литературное обозрение, 1977
Для цветущих садов
 обживали мы стылые доты,
Ради праздничных слов
 заставляли греметь пулеметы,
И присягу бойца
 исполняли ценою любою,
 Умолкали сердца
 под неброской фанерной звездою…
Здесь двух веков соединилась слава,
И эту славу свято чтит народ,
 Здесь ветер на заре и на закате,
 О русской доблести дастан поёт.
О мужестве, о правде, о бессмертье,
 О том, что не забудется вовек,—
О том, какой неповторимый подвиг
Здесь совершил советский человек.
Печатался с конца 1930-х годов. Первые стихи ещё будучи школьником опубликовал в республиканской молодежной газете. Вскоре после возвращения с фронта стал регулярно выступать со стихами на страницах ленинабадской областной газеты «Стахановчи», а затем в республиканских газетах и журналах.
Автор поэтических сборников «Цветы радости» (1948), «Я люблю» (1950), «Поэзия свободы» (1955), «Песня о любви» (1962), «Горная река» (1964), «Весенний источник» (1972), «Книга дружбы» (1976), «Белая черешня» (1982) и др.
Хорошо известен как переводчик — переводил с русского на таджикский язык произведения А. С. Пушкина («Евгений Онегин», «Руслан и Людмила»), Ю. М. Лермонтова («Бородино»), А. А. Прокофьева («Россия») и другие. Переводчик на таджикский стихов белорусских поэтов, отдельными книгами в его переводе вышли сборники избранных стихов Янки Купалы «Солнцу»(1965) и «Доля белоруса» (1982), Якуба Коласа «Наш путь» (1965).

Таджикский поэт, прозаик, учёный Мухиддин Фархат в свои молодые годы сражался за освобождение Белоруссии… На всю жизнь запомнил он рунны и пепелища на месте хат сожженной фашистами деревни Красный Двор недалеко от Витебска. А еще запали ему в душу простые и волнующие строки стихотворений Я. Купалы и Я. Коласа, что читали в перерывах между боями его однополчане — белорусы. И случилось так, что после войны Муҳиддин Фархат стал активно переводить белорусскую поэзию на свой родной язык.— журнал «Неман», 1985
Библиография на русском языке:
Отдельные издания:
- Жизнь, мечта, любовь: стихи, поэмы, басни. — Душанбе: Ирфон, 1966. — 134 с. (тираж 4.000 экз.)
- Цветы Таджикистана: Стихи, песни, дастаны. (Для дошк. и мл. шк. возраста) / Худож. В. Виданов. — Душанбе: Маориф, 1983. — 93 с.
- Трубит горн: Стихи и песни. (Для мл. шк. возраста) / Худож. Р. Ахмеров. — Душанбе: Маориф, 1985. — 126 с.

В сборниках и периодике:
- Однополчанка поэта / Пер. c тадж. М. Фофановой // Памир, № 1, 1977
- Огни людей: Стихи / Пер. с тадж. М. Фофановой // Коммунист Таджикистана, 6 ноября 1980
- Огни людей: Стихи / Пер. c тадж. М. Фофановой // Памир, № 4, 1981. — стр. 21
- Баллада о бессмертной песне («Нет, молодогвардейцев не забудут») // «Молодая гвардия» в поэзии: стихи советских поэтов. — Донбасс, 1985. — 148 с. — стр. 106
- Медаль на Малаховом кургане; Три сосны // Память сердца: стихи, рассказы, очерки, воспоминания. — Душанбе: Ифрон, 1986. 255 с. — стр. 47-50
- Три сосны // Книга в строю боевом: 1945—1990. — Душанбе: Инфрон, 1990. — 367 с. — стр. 204